# 麥克德莫特冰川
78°20′S 162°4′E / 78.333°S 162.067°E
麥克德莫特冰川（英語：McDermott Glacier），是南極洲的冰川，位於維多利亞地的斯科特海岸，流經皇家學會嶺，在1994年以美國地質調查局的製圖師命名，現時由南極條約體系管理。